# Верховный суд Латвии
Верховный суд Латвии, также известный под названием Сенат — высшее звено судебной системы Латвии. Состоит из трёх Департаментов. Судьи назначаются Сеймом на неопределённый срок (занимают должность до достижения возраста в 70 лет, возможны исключения — до 75 лет). Председатель ВС (на середину 2020 года — Айгарс Струпишс) утверждается Сеймом по представлению пленума ВС.

## Пленум
Пленум — общее собрание судей ВС. Выдвигает кандидата на должность председателя Верховного суда, выдвигает кандидатов на два места судей Конституционного суда, избирает одного из членов Центризбиркома. Избирает председателей Департаментов. Вправе обсуждать вопросы интерпретации норм права, давать заключение о наличии основания для освобождения от должности председателя ВС и генерального прокурора. 

## Департаменты
Департаменты Верховного суда являются главным образом судом кассационной (обычно — третьей) инстанции, а по некоторым делам — судом первой и единственной инстанции. Существуют три департамента – Департамент по гражданским делам, Департамент по уголовным делам и Департамент по административным делам.

## История
В довоенной Латвийской Республике существовал Сенат как суд кассационной инстанции, делившийся на три департамента: административный, гражданский кассационный и уголовный кассационный. В ноябре 1940 года Сенат был распущен, а Судебная палата преобразована в Верховный суд ЛССР.
В Латвийской ССР Верховный суд был в основном судом кассационной (второй) инстанции, а по некоторым делам — судом первой инстанции. Дела рассматривались двумя коллегиями — по уголовным и гражданским делам, а также (протесты и жалобы) президиумом суда и его пленумом. Обобщавшие судебную практику решения пленума ВС были обязательны при интерпретации норм права (обязательность решений пленума сохранялась в законе до 2002 года).
В 1995 году ВС был разделён на апелляционные Палаты (рассматривали дела, по которым первой инстанцией были окружные суды) и кассационные Департаменты (уголовный и гражданский). В 2004 году был создан также Департамент по административным делам. С 2015 года ликвидирована Судебная палата по уголовным делам, с 2017 года Судебная палата по гражданским делам. Так оформился переход на «чисто трёхступенчатую судебную систему» (первая инстанция — районные суды, апелляционная — окружные, кассационная — Верховный суд).

## Председатели ВС
- Микелис Гобиньш (1919—1920, председатель общего собрания Сената)
- Кристапс Валтерс (1921—1934, председатель общего собрания Сената)
- Александр Губенс (1934—1940, председатель общего собрания Сената)
- Фрицис Домбровскис (1940—1945 председатель ВС ЛССР)
- Янис Гринбергс (в 1945 г. назначен временным председателем ВС ЛССР) [5]
- Янис Ридзиньш (1951-?)[6]
- Болеслав Азан (1956—1985, председатель ВС ЛССР)
- Гвидо Земрибо (1985—1994, председатель ВС ЛССР и ВС ЛР)[7]
- Андрис Гулянс (1994—2008)
- Ивар Бычковичс (2008-2020)
- Айгарс Струпишс (с 2020)

## Внешние ссылки
- Сайт суда Архивная копия от 10 марта 2010 на Wayback Machine
- Организация судебной системы Латвии Архивная копия от 25 октября 2010 на Wayback Machine (англ.)Европейская Комиссия, 2007